# حواء وسيربنت والموت
حواء والثعبان والموت (أو حواء والثعبان وآدم كأنه الموت) هي لوحة رسمها فنان النهضة الألمانية هانز بالدونغ، من معروضات متحف كندا الوطني في أوتاوا. تاريخ الصورة موضع خلاف، لكنها تعود لأوائل عقد 1510 بين عامي 1525 و1530 تحديداً. أما عناصر اللوحة الأربعة الأساسية فهي حواء وذكر يجسّد الموت ويشبّه بآدم، وسيربنت وجذع شجرة.

## التاريخ
كانت هذه اللوحة من مجموعة السياسي البريطاني ويليام آنغيرشتاين قبل أن تباع في مزاد كريستيز عام 1875 كأحد أعمال لوكاس كراناتش الأكبر، على الرغم من أن اللوحة تشكل تبايناً واضحاً عن أعمال كراناتش الأخرى التي تصوّر آدم وحواء، حيث تقتصر هذه اللوحة على تصوير حواء. بعد ما يقارب قرن من الزمان، تم الإقرار بأن اللوحة هي من أعمال بولدونغ من خلال فرع دار سوذبيز للمزادات في اسكتلندا، حيث بيعت اللوحة في المزاد العلني عام 1969.
باع المشتري اللوحة إلى متحف كندا الوطني في أوتاوا عام 1972، حيث لا تزال تعرض فيه إلى الآن.